# Asperula doerfleri
Asperula doerfleri är en måreväxtart som beskrevs av Richard von Wettstein. Asperula doerfleri ingår i släktet färgmåror, och familjen måreväxter. Inga underarter finns listade i Catalogue of Life.